# Lars Edvard Phragmén
Lars Edvard Phragmén (Örebro, 2 de setembro de 1863 – 13 de março de 1937) foi um matemático sueco.
Filho de um professor colegial, estudou na Universidade de Uppsala e na Universidade de Estocolmo, graduando-se em Uppsala em 1889. Foi professor da Universidade de Estocolmo em 1892, sucessor de Sofia Kovalevskaya.
Saiu da Universidade de Uppsala de´pois de menos de um ano, tonando-se assistente do professor Magnus Gösta Mittag-Leffler na Universidade de Estocolmo. Em 1884 apresentou uma nova prova do teorema de Cantor-Bendixson.
Seu trabalho foi focado sobre funções elípticas e análise complexa. Seu resultado mais conhecido é a extensão do teorema de Liouville a funções analíticas sobre um setor. Uma primeira versão foi proposta por Phragmén, então aprimorada pelo matemático finlandês Ernst Leonard Lindelöf. Ambos publicaram conjuntamente esta primeira versão, conhecida como o princípio de Phragmén–Lindelöf.
Deixou a universidade em 1903, trabalhando na Royal Inspection of Insurance Companies, onde foi diretor no ano seguinte. Em 1908 foi eleito diretor da companhia de seguros Allmänna Lifförsakringsbolaget.
De 1889 até sua morte foi um editor ativo do periódico Acta Mathematica. É também famoso por haver apontado (com 26 anos de idade) uma parte obscura do preprint de Henri Poincaré sobre o problema dos três corpos. Isto levou Poincaré a descobrir um grande erro em seu próprio trabalho, sedimentando o conhecimento para desenvolvimentos fundamentais na teoria do caos.
Foi palestrante convidado do Congresso Internacional de Matemáticos em Toronto (1924).